# Amphiascus caudaespinosus
Amphiascus caudaespinosus är en kräftdjursart som beskrevs av Alessandro Brian 1927. Amphiascus caudaespinosus ingår i släktet Amphiascus och familjen Diosaccidae. Inga underarter finns listade i Catalogue of Life.